# Visconde de Telheiras
Visconde de Telheiras é um título nobiliárquico criado por D. Maria II de Portugal, por Decreto de 17 de Janeiro de 1845, em favor de José Balbino Barbosa de Araújo, antes 1.º Barão de Telheiras.
Titulares
1. José Balbino Barbosa de Araújo, 1.º Barão e 1.º Visconde de Telheiras.